# Cheust
Cheust ist eine französische Gemeinde mit 86 Einwohnern (Stand 1. Januar 2022) im Département Hautes-Pyrénées in der Region Okzitanien (vor 2016: Midi-Pyrénées). Sie gehört zum Arrondissement Argelès-Gazost und zum Kanton Lourdes-2.
Die Einwohner werden Cheustois und Cheustoises oder Celtiens und Celtiennes genannt.

## Geographie
Cheust liegt circa sieben Kilometer südöstlich von Lourdes in dessen Einzugsbereich (Aire urbaine) in der historischen Grafschaft Bigorre.
Umgeben wird Cheust von den sechs Nachbargemeinden:
| Juncalas | Sère-Lanso                                  |                      |
|          | Kompassrose, die auf Nachbargemeinden zeigt | Arrodets-ez-Angles   |
| Gazost   | Ourdis-Cotdoussan                           | Germs-sur-l’Oussouet |

## Einwohnerentwicklung
Nach Beginn der Aufzeichnungen stieg die Einwohnerzahl bis zu Beginn des 19. Jahrhunderts auf einen Höchststand von 310. In der Folgezeit sank die Größe der Gemeinde bei kurzen Erholungsphasen bis zu Beginn des 21. Jahrhunderts auf rund 85 Einwohner.
| Jahr      | 1962 | 1968 | 1975 | 1982 | 1990 | 1999 | 2006 | 2011 | 2022 |
| --------- | ---- | ---- | ---- | ---- | ---- | ---- | ---- | ---- | ---- |
| Einwohner | 131  | 108  | 96   | 104  | 97   | 94   | 87   | 82   | 86   |

## Sehenswürdigkeiten

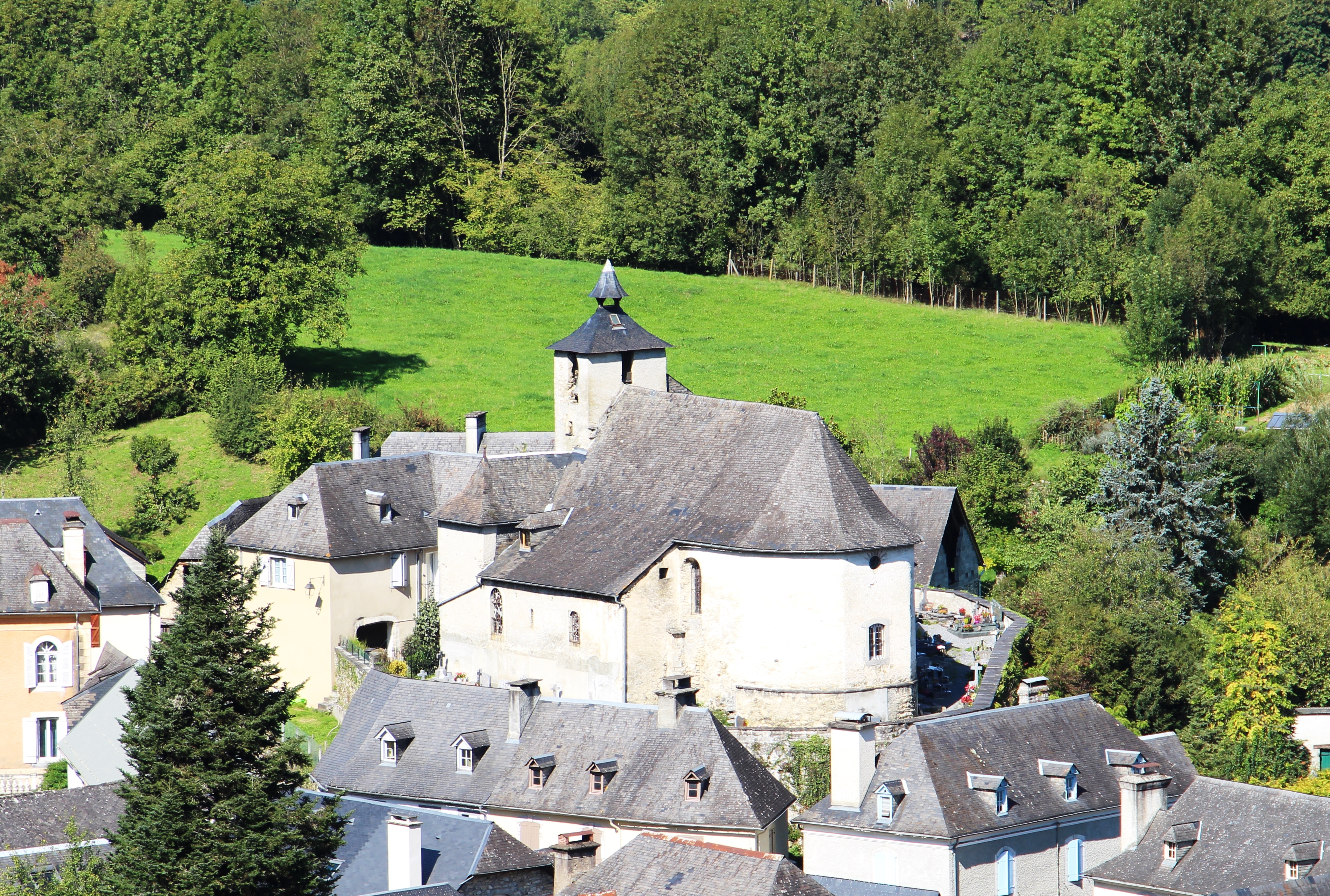
Pfarrkirche Saint-Celse
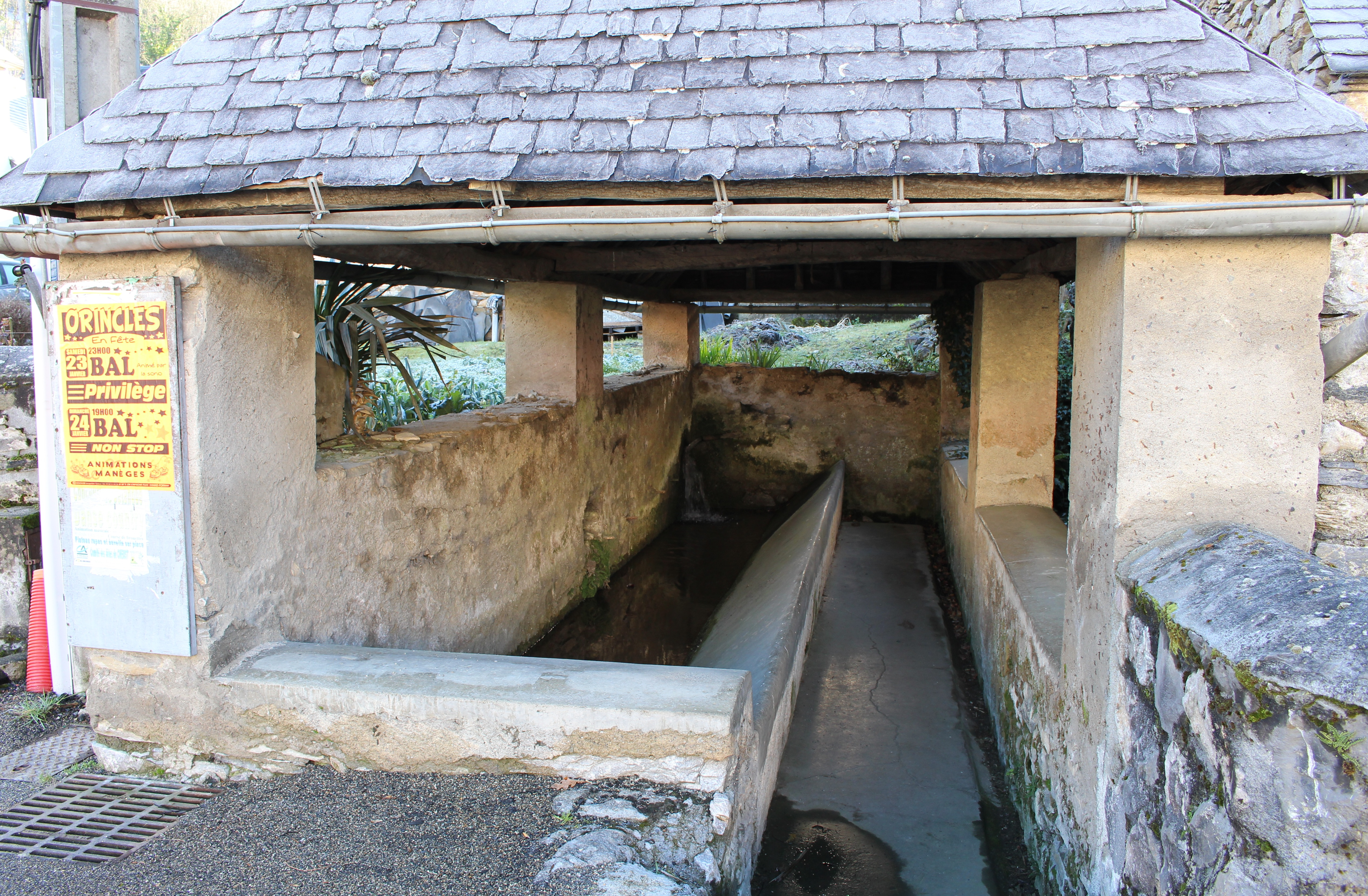
Ehemaliges öffentliches Waschhaus
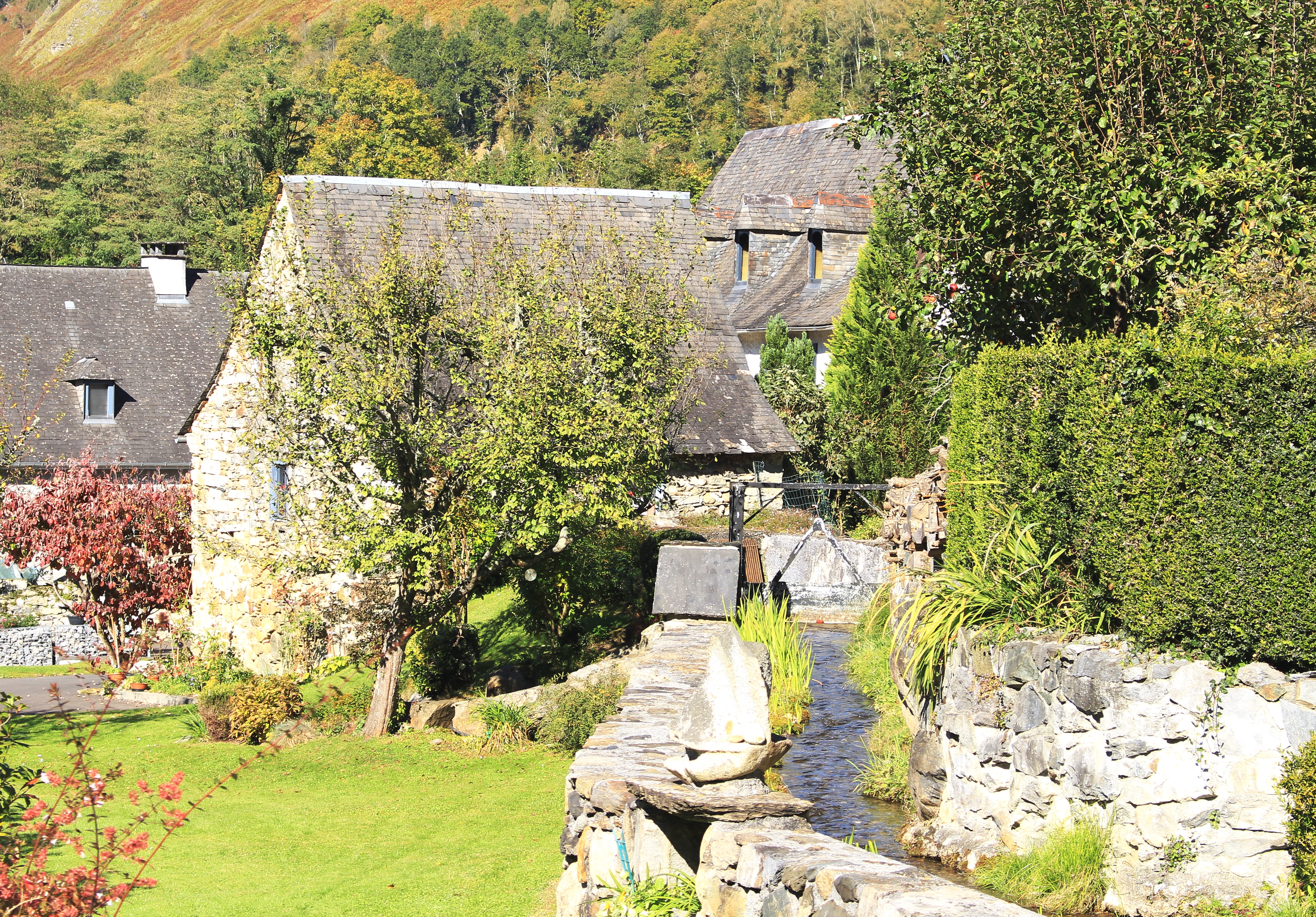
Wassermühle
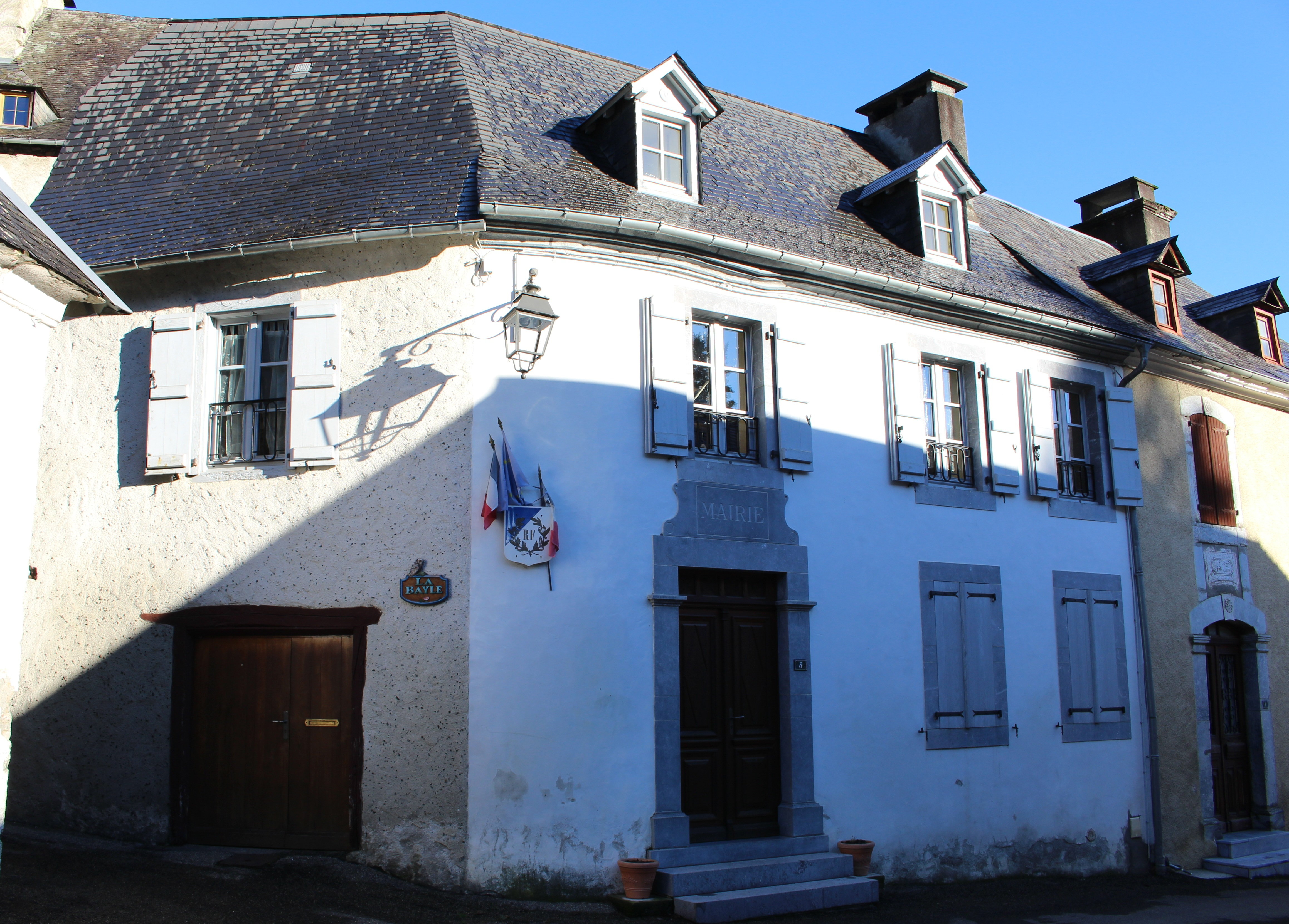
Rathaus (mairie)
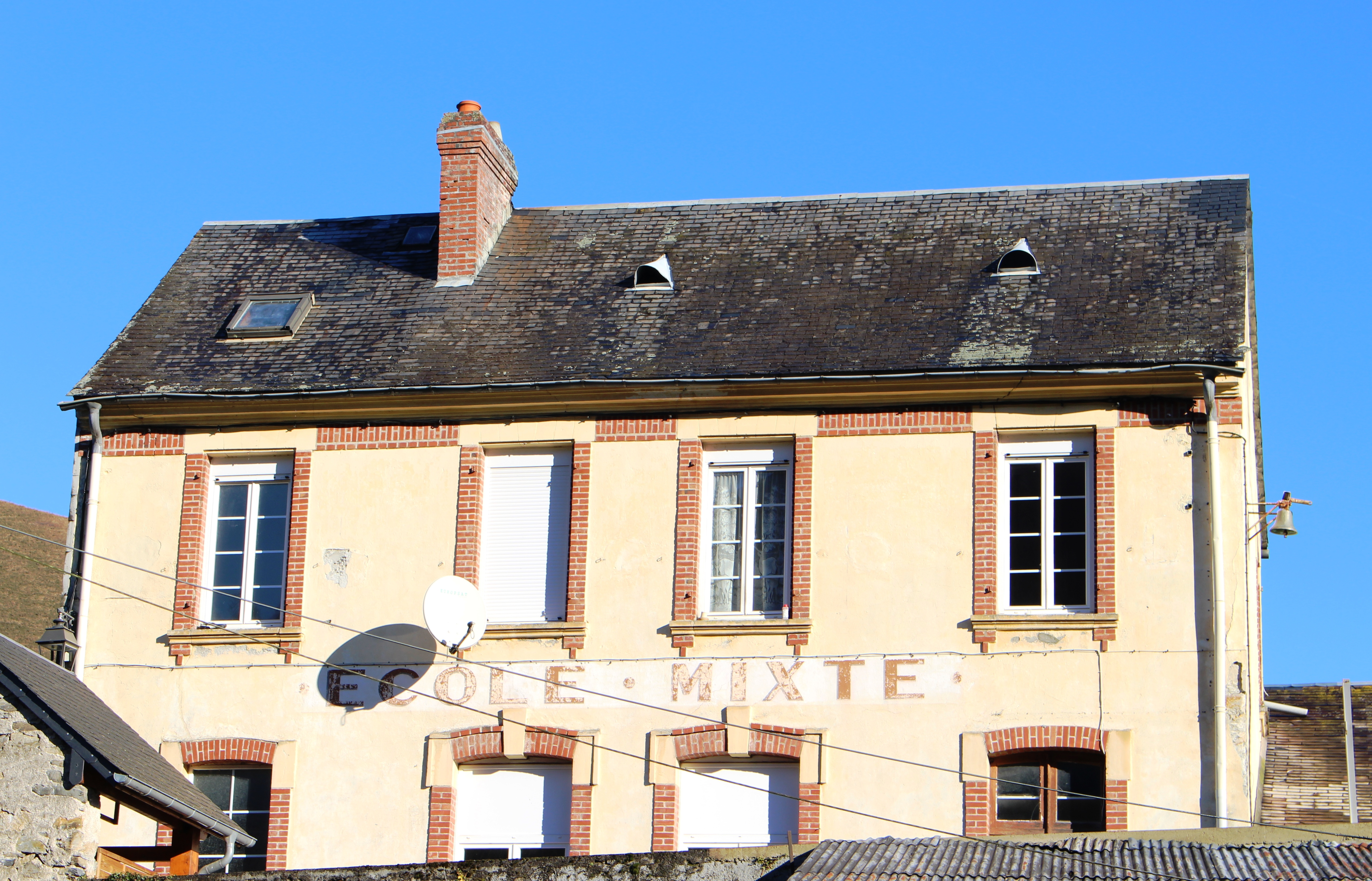
Schule

- Pfarrkirche Saint-Celse
- Ehemaliges öffentliches Waschhaus
- Wassermühle
- Rathaus (mairie)
- Schule

## Wirtschaft und Infrastruktur
Cheust liegt in den Zonen AOC der Schweinerasse Porc noir de Bigorre und des Schinkens Jambon noir de Bigorre.

Logo des Jakobswegs

### Sport und Freizeit
- Der Fernwanderweg GR 78, genannt La voie des Piémonts, führt von Carcassonne nach Saint-Jean-Pied-de-Port auch durch das Zentrum von Cheust. Er gilt als Jakobsweg neben den vier Hauptwegen in Frankreich.[8]

### Verkehr
Cheust ist über die Routes départementales 7, 26 und 207 erreichbar.